# La sentencia
 La sentencia  es una película filmada en blanco y negro de Argentina dirigida por Hugo del Carril según el guion de Eduardo Borrás que se estrenó el 10 de junio de 1964 y que tuvo como protagonistas a Virginia Lago, Emilio Alfaro, Enzo Viena y Hugo del Carril .

## Sinopsis
Racconto en la sala de un Tribunal donde se juzga a un joven que al descubrir una infidelidad mató a la muchacha con quien se había casado enamorado para sacarla de un instituto correccional.

## Reparto
- Virginia Lago … Bettina
- Emilio Alfaro … Hilario
- Enzo Viena … Héctor
- Hugo del Carril … Abogado defensor
- Alberto Bello … Patrón
- Blanca del Prado … Madre de Hilario
- Beba Bidart … Graciela
- Corrado Corradi
- Rogelio Romano
- Carlos Lucini

## Comentarios
King opinó en El Mundo:

”El mecanismo funciona en forma directa, sin incurrir en licencias melodramáticas pero sin tampoco desestimar el efectismo directo.”

La Nación opinó:

” Es un film vibrante, furioso, lleno de calor humano…encierra…una densa protesta social…con un lenguaje formal directo, realista, prescindente de búsquedas presuntuosas o falsas.”

César Maranguello dijo en Del Carril, Los directores del cine argentino Centro Editor de América Latina, Buenos Aires, 1993:

”El estilo de Del Carril retomó la fluidez de sus mejores tiempos y una cámara ágil e inquieta fue casi agresiva en su descripción de la fealdad de la pobreza…un enfoque distinto para un drama sórdido que va de lo particular a lo general.”

Antonio A. Salgado en Tiempo de Cine  afirmó:

”
El film. …no alcanza la complejidad dramática que propone. Los varios testimonios.. informan, y nada más, sobre los hechos que cronológicamente ocurrieron, y coinciden en definir a Alfaro como un tímido enamorado. La construcción en raccontos es inútil pues no narra…versiones distintas de un mismo hecho, sino episodios distintos cada vez. El conflicto íntimo del hombre débil que no puede separarse de una mujer que no le conviene está bien planteado, pero monótonamente desarrollado; no indaga en los móviles fatales que lo impulsan y a los cuales el juez y el espectador deben atender aunque la fatalidad sea un ente inefable. Si algo impulsa a ambos (protagonistas) a la desgracia ese algo viene de ellos mismos. Por otro lado, el ambiente parece más pintoresco que mísero, cuando los moradores de un conventillo miran televisión o sujetan a una epiléptica en el patio. Un personaje dice que a otro le fue mal porque "tenía ideas políticas", pero esa imprecisa y solitaria referencia no alcanza a constituir la densa protesta social que algunos han visto en el film. …En la carrera de Hugo del Carril, quien no progresa como narrador, este film, el decimotercero, ocupa un lugar entre el sentimentalismo de Una cita con la vida y la sensiblería de Amorina. Queda en pie la buena aunque poco matizada actuación de Virginia Lago, una joven actriz que encontró su oportunidad.”